# Яков Петрович Голядкин
Яков Петрович Голядкин — главный герой повести «Двойник» русского писателя XIX века Фёдора Михайловича Достоевского.

## Предпосылки создания
Созданию образа Голядкина способствовали различные предчувствия и фантомы самого Достоевского, а также выключенность из жизни. Его врач, Степан Дмитриевич Яновский, позже вспоминал, что в то время писателя мучила «страшная подозрительность». Знакомые описывали Достоевского как больного человека, но понимающего это и способного использовать в своих целях. Сам Достоевский в сентябре 1845 года пишет своему брату Михаилу: «Я теперь настоящий Голядкин. Голядкин выиграл от моего сплина. Родились две мысли и одно новое положение».
Ощущая себя Голядкиным, писатель мог изнутри изучить данного персонажа и управлять им. Панаева и Яновский также отмечали у Достоевского наличие мании преследования, беспочвенное чувство вины, мизантропию и катастрофические предчувствия. Всё это писатель сумел использовать при создании образа Голядкина, о чём позже вспоминал литературный критик Николай Страхов: «С чрезвычайной ясностью обнаружилось в нём особенного рода раздвоение, состоящее в том, что человек предается очень живо известным мыслям и чувствам, но сохраняет в душе неподдающуюся и неколеблющуюся точку, с которой смотрит на самого себя, на свои мысли и чувства. Он сам иногда говорил об этом свойстве и называл его рефлексиею».
Яновский отмечал интерес Достоевского к специальной медицинской литературе «о болезнях мозга и нервной системы, о болезнях душевных и о развитии черепа по старой, но в то время бывшей в ходу системе Галля», что позволило автору очень точно показать расстройство психики у главного героя.

## Происхождение фамилии
Критики М.С. Альтман, Г.М. Фридлендер обратили внимание на то, что согласно толковому словарю Даля слово «голядка» означает «голыш», «бедняк». Лев Успенский оспаривает этимологию Даля, но также соглашается, что слово выражает «ничтожность, нищету, бесконечную слабость». Именно такая фамилия, согласно М.С. Альтману, соответствует и вероятному прототипу персонажа — Якову Буткову, жившему в крайней нищете и умершему в больнице, в палате для нищих.
В.Н. Топоров обращал внимание на вероятную связь русск. диал. голядь, голяда, голядка "бедняк, нищий" не только с русск. голый, но и с названием древнего подмосковного исчезнувшего балтийского племени голядь. Голядское название могло быть услышано Ф.М. Достоевским от своего отца, а тем, в свою очередь, от знакомого ему исследователя раннемосковской истории И.М. Снегирева (в его труде упоминаются урочища Голядь и Берендеево с двух сторон от села Кучкова, будущей Москвы). В.Н. Топоров интерпретировал "гибнущего Голядкина" как "как бы последнего отпрыска гибнущей голяди".

## Образ
Яков Петрович Голядкин — мелкий одинокий чиновник, который страшится окружающих и ощущает презрение сослуживцев. Обладая очень мягким характером, персонаж одновременно чрезвычайно обидчив и везде видит интриги против себя, хотя не имеет ни высокого звания, ни способностей. В то же время им движет жажда признания, заставляющая его бросаться навстречу людям. По мнению Белинского, Голядкин «помешан на амбиции», что достаточно характерно для представителей низших и средних слоёв общества. Оказавшись не в силах выносить своё положение, он собирается на обед к знакомым, чтобы доказать окружающим, что он такой же, как и они. Однако на него странно смотрят и сторонятся, а его желание «быть признанным» заканчивается конфузом.
После конфуза в обществе Голядкин не может больше выносить одиночество и отчаяние. В это время появляется новый Голядкин, внешне его полный двойник, но по характеру полностью противоположный прежнему чиновнику. Ему легко даётся общение и сближение с окружающими, что быстро позволяет Голядкину-младшему обрести признание в обществе. Одновременно этот новый Голядкин ещё больше изолирует от общества Голядкина-старшего, тем самым переходя в категорию его врагов.
Новый Голядкин — это идеальный образ старого Голядкина. Любые попытки бороться с ним обречены на неудачу. В результате окружающие обращают внимание на его странные поступки и речи и отправляют его в психиатрическую лечебницу.

## Психологические мотивы
В истории главного персонажа «Двойника» Достоевский продолжил разработку двух социально-психологических тем, затронутых уже в «Бедных людях»: низведение человека до грязной затёртой «ветошки» в современном писателю обществе дворян-чиновников и одновременно «амбиции» такого человека-«ветошки», осознающего свои человеческие права. Сам Достоевский в «Петербургской летописи» объяснил психологию Голядкина следующим образом: «Коль неудовлетворён человек, коль нет средств ему высказаться и проявить то, что получше в нём (не из самолюбия, а вследствие самой естественной необходимости человеческой сознать, осуществить и обусловить свое Я в действительной жизни), то сейчас же и впадает он в какое-нибудь самое невероятное событие; то, с позволения сказать, сопьется, то пустится в картеж и шулерство, то в бретерство, то, наконец, с ума сойдет от амбиции, в то же самое время презирая про себя амбицию…».
По Достоевскому, признание в обществе важно для любого человека. Среди героев произведений писателя можно обнаружить множество одиноких людей разного благосостояния и общественного положения, общая трагедия которых в непризнанности, из-за чего с ними и случаются «самые невероятные события». Поступками таких персонажей движет исключительно желание не быть одинокими, реализовать себя, предъявить окружающим то хорошее, что заключено в них.
Исследователь творчества Достоевского Кэнноскэ Накамура отмечает, что совершенство психологической драматургии «Двойника» заключено в изображении отчаявшегося реализовать себя человека при помощи точного и детального описания его слов и поступков. На пороге самоубийства к такому человеку является двойник, вымышленный враг, признающий его существование и тем самым в какой-то мере решающий проблему. Таким образом, писатель показывает, что враг человека — это нереализованные мечты и стремления.

## Прототип
Основным прототипом Голядкина называется писатель Яков Петрович Бутков. С одной стороны, Бутков представлял собой вечно забитого, запуганного человека, над которым висела вечная угроза быть сданным в солдаты, но с другой он, внутренне бунтующий, чрезвычайно близок к герою «Двойника». Также в пользу Буткова как прототипа Голядкина говорит и совпадение его имени и отчества с персонажем. Для Достоевского было характерно наделять своих героев именами их прототипов. Из воспоминаний писателя Александра Петровича Милюкова и врача Достоевского, Степана Дмитриевича Яновского, следует, что Достоевский интересовался творчеством Буткова, давал ему советы, а достаточно скрытный Бутков в ответ доверял Фёдору Михайловичу. Оба писателя принадлежали к «гоголевской школе», что объясняло сходство тематики мелких чиновников и «маленьких людей», изобразительных приемов и стиля. Этим же объясняется тот факт, что Голядкину также подобны многие герои произведений Буткова.
Другим возможным прототипом мог послужить отец писателя — Михаил Андреевич Достоевский. Он также постоянно переживал по поводу материальной необеспеченности. Квартира Берендеевых и встречающий Голядкина слуга по своему описанию напоминают дом московских родных Достоевских — Куманиных. Судя по письмам и сочинениям писателя, Достоевский мало интересовался своей древней родословной. Его отец «никогда не говорил о своей семье и не отвечал, когда его спрашивали о его происхождении». Из записок брата Фёдора Михайловича, Андрея Достоевского, следует, что даже в отчестве деда и девичьей фамилии бабушки братья уже не были уверены. Биограф писателя Людмила Сараскина отметила, что в Голядкине проявляется то же отношение к своей родословной. «Вместо родословной у него стол в присутственном месте, вместо отца — начальник департамента».
Литературным прообразом Голядкина можно назвать Макара Девушкина из предшествующего романа Достоевского «Бедные люди». Оба персонажа являются мелкими и бессильными чиновниками, испытывающими страх от общения с людьми и ощущающими, что окружающие их презирают. Исследователь творчества Достоевского Кэнноскэ Накамура полагает, что Достоевскому было интересно проследить эволюцию подобного типажа, поэтому Голядкин представляет собой Девушкина, оставшегося в одиночестве после отъезда Вареньки в деревню.